# ذيل الثافرة (يبعث)

تعديل مصدري - تعديل

ذيل الثافرة هي إحدى قرى عزلة يبعث بمديرية يبعث التابعة لمحافظة حضرموت، بلغ تعداد سكانها 56 نسمة حسب تعداد اليمن لعام 2004.